# Pleins feux sur le président

Pleins feux sur le président (Executive target) est un film américain réalisé par Joseph Merhi, sorti en 1997.

## Synopsis
Nick et Nadia James sont enlevés par des gangsters dans une base militaire secrète dirigée par Lamar qui veulent contraindre Nick à servir de chauffeur de casse, mais il va devoir aussi kidnapper le président des États-Unis…

## Fiche technique
- Titre français : Pleins feux sur le président
- Titre original : Executive target
- Scénario : Dayton Callie, Jacobsen Hart
- Réalisateur : Joseph Merhi
- Casting : Mark Sikes
- Producteur : Joseph Merhi, Richard Pepin
- Producteur associé : Michael Madsen, Paul G. Volk, Dayton Callie
- Coproducteur : Gaby Malouf, Anthony Esposito
- Directeur de la photographie : Ken Blakey
- Pays : États-Unis
- Langue : anglais
- Durée : 90 minutes environ
- Genre : action, thriller

## Distribution
- Michael Madsen : Nick James
- Roy Scheider : le président Carlson
- Angie Everhart : Lacey
- Keith David : Lamar
- Dayton Callie : Bela
- Kathy Christopherson : Nadia James
- Gareth Williams : Ripple

## Remarque
Le film est connu en France sous deux noms : le titre de télévision Pleins feux sur le président est sorti en DVD sous son titre original[Quand ?].